# St-Marcel (Zetting)
Saint-Marcel ist eine römisch-katholische Kirche in der französischen Gemeinde Zetting im Département Moselle. Sie steht als Baudenkmal unter Denkmalschutz.

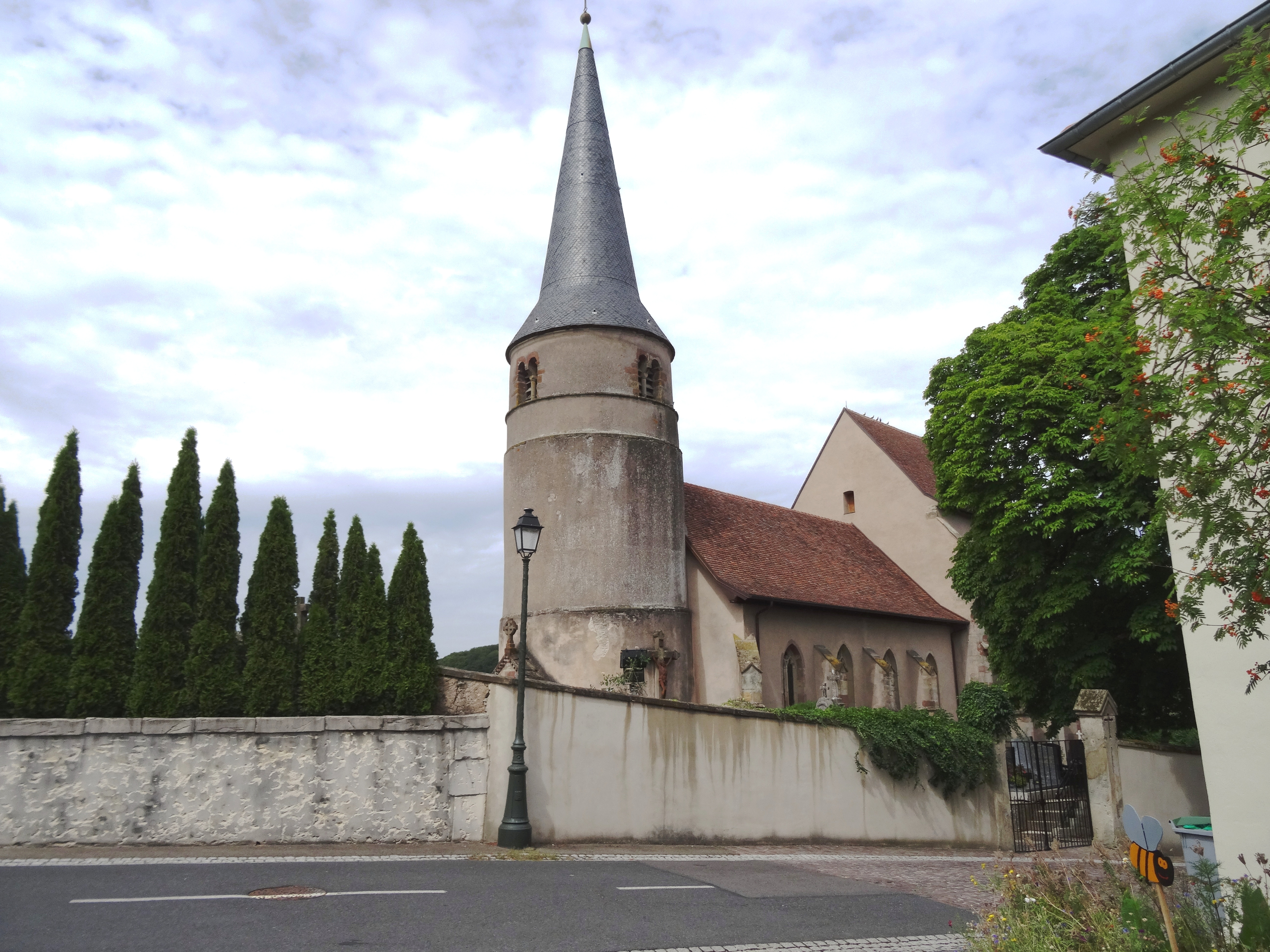
Kirche St. Marcel mit ehemaligem mittelalterlichen Wehrturm (Südwestansicht)

## Geographie
Die Kirche steht am nordwestlichen Dorfrand von Zetting, etwa 200 Meter westlich des linken Ufers der Saar und des Saarkanals auf dem Hügel hinter Rémelfing (Remelfingen) und  etwa sechs Kilometer südöstlich von Saargemünd. Sie ist hoch gelegen und weithin sichtbar.

## Geschichte
Die Kirche war ursprünglich vom Dekanat der Abtei Sankt Arnulf in Metz  abhängig und stand unter dem Patronat der Herzöge von Nassau.  Zetting gehörte einst zum Besitz der Abtei Tholey, kam dann im 15. Jahrhundert an die Grafschaft Saarbrücken, bei der es bis zum Anschluss an Frankreich im Jahr 1795 blieb. Die Dorfkirche St. Marcel, eine Rundturmkirche, ist bekannt für ihren romanischen Rundturm aus dem 11. Jahrhundert, ihren Altar aus der Zeit des Barock aus vergoldetem Holz sowie die bemalten Fenster aus dem 15. Jahrhundert. Der Chor wurde 1434 vergrößert, und der Turm ist 1709 restauriert worden. Ältester Teil der Kirche ist ihr Rundturm, der im Mittelalter auch als Wehrturm diente. Durch das kreuzgewölbte Erdgeschoss des Rundturms gelangt man in das Kirchenschiff, das in der ersten Hälfte des 15. Jahrhunderts errichtet wurde.

## Architektur

Grundriss der Kirche St. Marcel

Die Kirche ist nahezu geostet. Ganz im Westen sitzt der romanische Rundturm aus dem 11. Jahrhundert, an den sich das Kirchenschiff anschließt. Der 20 Meter hohe Turm war im Mittelalter zugleich Teil der Ortsbefestigung und durch drei einfache Gesimse, die aus Platte und Schmiege gebildet sind, in vier Geschosse aufgeteilt. Das vierte Stockwerk hat vier Paare gekuppelter romanischer Fenster, deren Trennungssäulchen Würfelkapitelle aufweisen.
Das Langhaus ist eine dreischiffige Halle mit vier Jochen auf gemauerten Säulen. Die westlichen Säulen sind ohne Kapitelle ausgeführt, die übrigen tragen Laubenkapitelle und besitzen vier angearbeitete Maskenkonsolen mit Baldachinen für Statuen.
An das Langhaus schließt sich ein höherer Chor mit zwei Vorjochen und einem ⅝-Schluss an. Außen wird der Chor von Strebepfeilern gegliedert, die mit Konsol-Engeln über röhrenförmigen Trägern geschmückt sind und an die Baldachine für Heiligenfiguren angebracht wurden. Das ursprüngliche Südportal ist heute vermauert. Dessen Türsturz wird von figürlichen Kragsteinen getragen. Im Nordosten des Chores liegt ein kleiner Treppenturm.

## Ausstattung

### Heiliges Grab

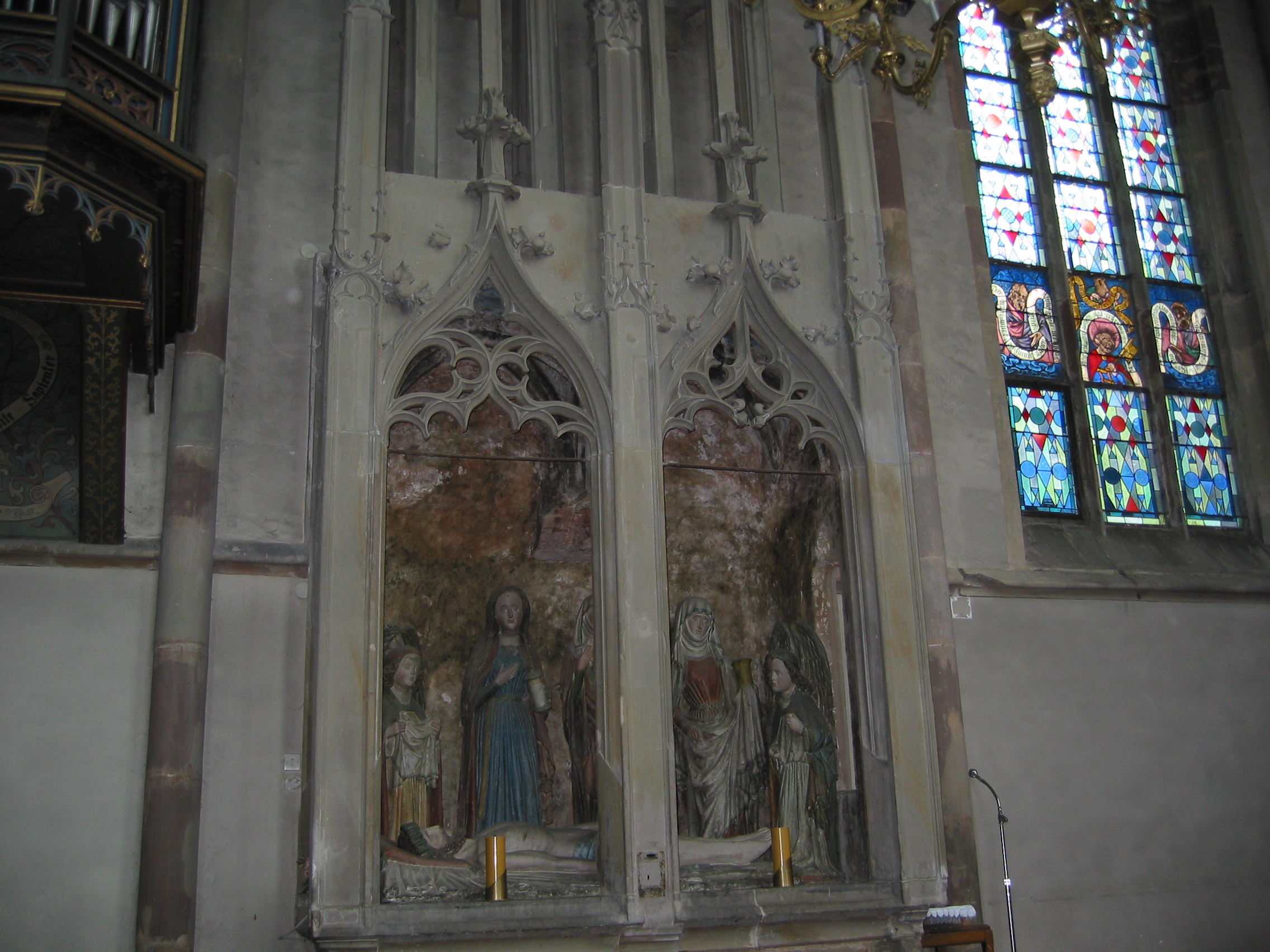
Heiliges Grab aus dem 15. Jahrhundert und Kirchenfenster mit für die Kirche typischer Glasmalerei

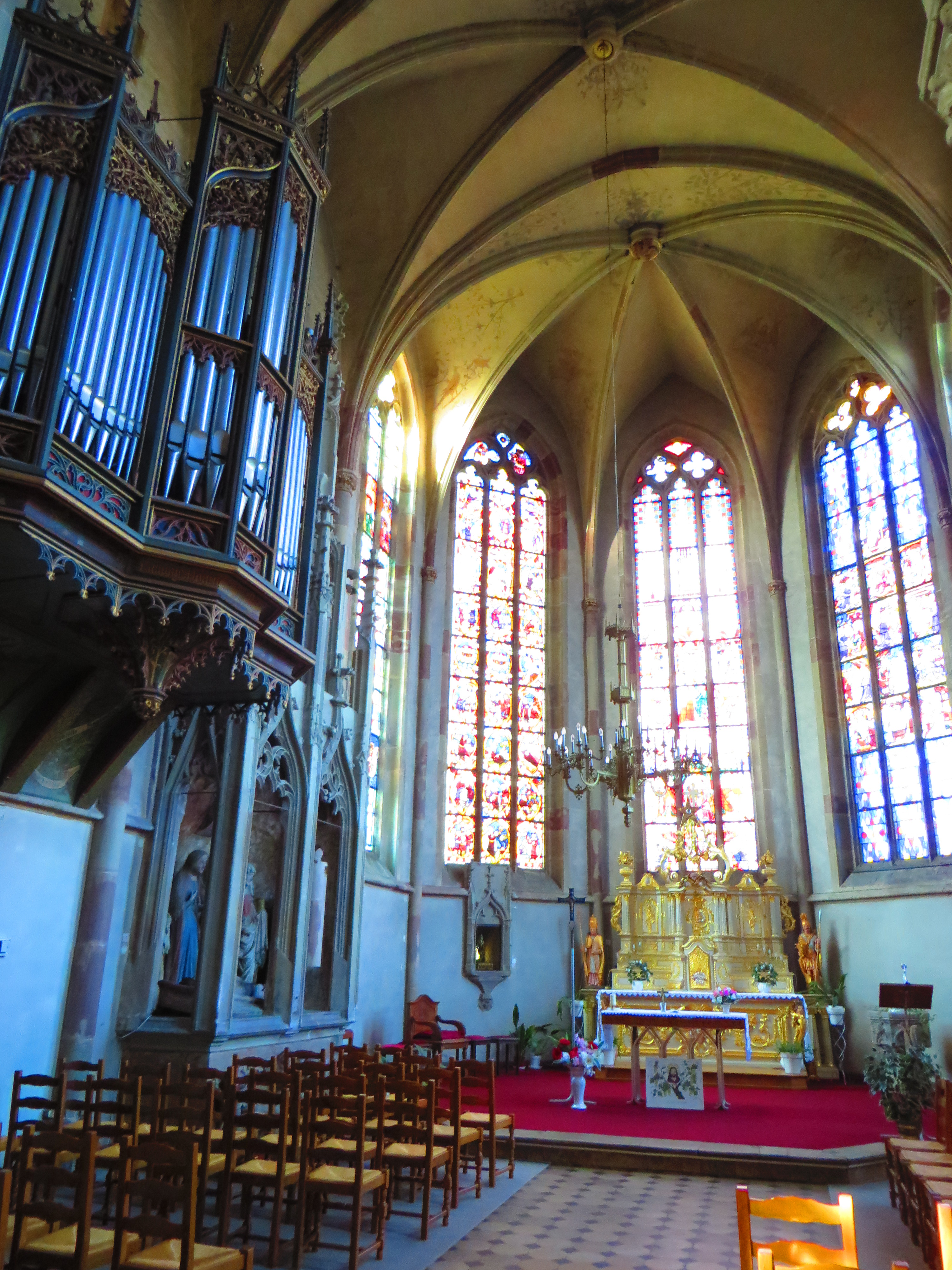
Chor mit Glasfenstern und barockem Altar

Zu den Kunstschätzen der Kirche gehört ein Heiliges Grab in gotischer Ausführung aus dem 14. Jahrhundert, das in einer Nische mit zwei Turmfialen sitzt. Die Szene zeigt drei weibliche Figuren und zwei Engel hinter dem Leichnam Christi. Alle Figuren sind farblich gefasst. Am Sockel erkennbar Landsknechte aus dem zweiten Drittel des 15. Jahrhunderts.

### Kirchenfenster
Die Glasmalereien im Chor der Kirche entstanden nach der Erbauung des Chores, der nach der Bauinschrift an einem Strebepfeiler 1453 begonnen wurde. In den 1890er Jahren waren von den ursprünglich sieben Fenstern nur so viele Scheiben erhalten, dass die Straßburger Glasmalerwerkstatt Ott alle in den drei mittleren Chorfenstern unterbrachte. Während des Zweiten Weltkriegs wurden sie ausgebaut und in der Charente eingelagert und nach einer Restauration 1948 wieder eingebaut.
Wer die Fenster entworfen hat, ist ungeklärt. Der Ortspfarrer und Regionalhistoriker Jaques Touba sowie der Saargemünder Archivar Henri Hiegel und weitere Autoren verwiesen auf handwerkliche Übereinstimmungen mit den Fenstern des Straßburger Glasmalers Peter Hemmel von Andlau. Marie-Luise Hauck widersprach in den 1960er und 1970er Jahren dieser These und machte auf deutliche Unterschiede zum Werk Hemmels aufmerksam. Sie wies auf Ähnlichkeiten zu den Chorfenstern in den Münstern Ulm und Bern hin und vermutete als Urheber einen unbekannten Meister aus der Werkstatt des Niklaus „Magerfritz“ Glaser; es könnte ein Meister Bernhart gewesen sein, der auch einige Fenster in Bern schuf. Auch der Urheber der Farbverglasung ist umstritten, manche Autoren schreiben die Herstellung einer Straßburger Werkstatt zu.
In der Mitte ist eine Darstellung einer Kreuzigung zu sehen, die von einer Muttergottes bekrönt wird, darunter Papst Marcellus. Das nördliche Fenster zeigt Szenen aus der Genesis von der Schöpfung bis zu Mose, die als Medaillons in Ranken eingefügt wurden. Das Fenster stammt aus dem 15. Jahrhundert, einige Scheiben wurden später ergänzt. Das südöstliche Fenster zeigt Geburts- und Leidensgeschichte Christi und entstand um 1460. In den übrigen Fenstern sind nur Reste der ursprünglichen Darstellung erhalten, die Heilige mit wellenförmigen Spruchbändern zeigen, die den deutschen Wortlaut des Credo und von Bibelversen tragen, außerdem sechs Scheiben einer Heiligenvita, die um 1470 entstanden.

## Orgel

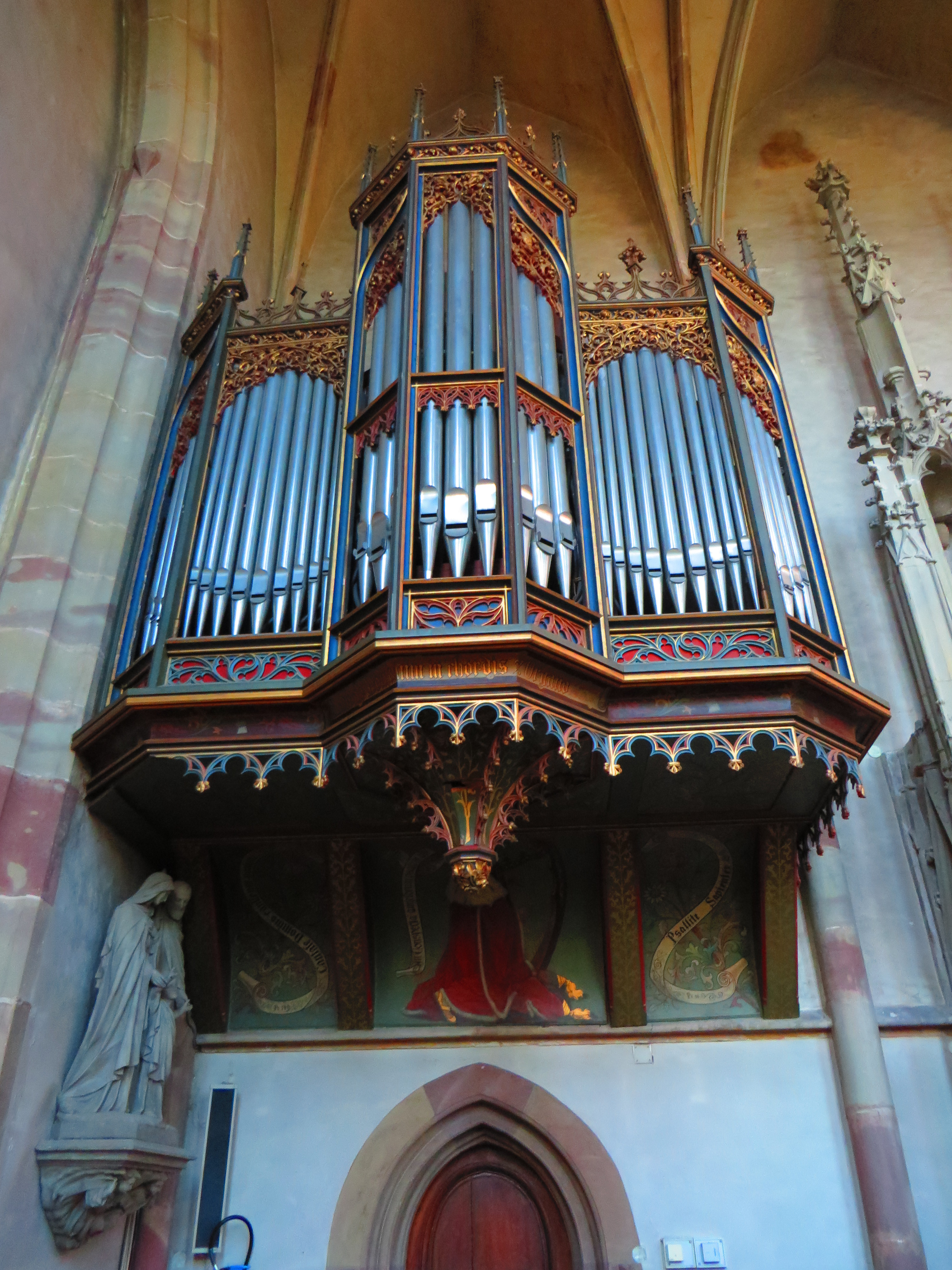
Renaissance-Orgelgehäuse

Die Schwalbennestorgel wurde 1685 von einem unbekannten Orgelbauer errichtet. 1896 bauten Dalstein-Hærpfer im alten Gehäuse eine neue Orgel ein. Die Orgelfirma Willy Meurer elektrifizierte die Orgel 1960 und ersetzte den Spieltisch.
Das Kegelladen-Instrument verfügt über 12 Register, verteilt auf zwei Manuale und Pedal. Die Spiel- und Registertraktur ist elektropneumatisch. Die Disposition lautet wie folgt:
| I Hauptwerk C–g3 |                 |    |
| 1.               | Principal       | 8′ |
| 2.               | Bourdon         | 8′ |
| 3.               | Prestant        | 4′ |
| 4.               | Flûte champêtre | 2′ |
| 5.               | Mixtur IV       |    |
| 6.               | Trompette       | 8′ |

| II Schwellwerk C–g3 |                  |       |
| 7.                  | Lieblich Gedeckt | 8′    |
| 8.                  | Salicional       | 8′    |
| 9.                  | Flûte octaviante | 4′    |
| 10.                 | Nazard           | 2 ⁄3′ |

| Pedal C–f1 |          |     |
| 11.        | Soubasse | 16′ |
| 12.        | Cello    | 8′  |

- Koppeln:
  - Normalkoppeln: II/I, I/P, II/P
  - Suboktavkoppeln: II/I
  - Superoktavkoppeln: II/I
- Spielhilfen: 2 feste Kombinationen, Tutti